# Шуйский, Иван Андреевич
Князь Ива́н Андре́евич Шу́йский (ок. 1533 — 1573) — русский государственный и военный деятель, рында, стольник, голова, опричник, воевода, наместник и боярин во времена правления Ивана IV Васильевича Грозного.
Из княжеского рода Шуйские. Единственный сын князя Андрея Михайловича Шуйского, убитого (ум. 1543) псарями Ивана IV. Отец царя Василия IV Ивановича Шуйского.
Согласно легенде, воспитатель княжича увёз его после казни отца на Белоозеро, где они прожили несколько лет, занимаясь крестьянским трудом. Во время богомолья Ивана IV в Троице-Сергиеву лавру слуга сумел вымолить у царя прощение для Ивана Андреевича. Несмотря на отношение Ивана IV к его отцу, сам Иван Андреевич ни разу не подвергался опале.

## Биография
В 1550 году было решено выделить из состава Государева двора «тысячу лучших слуг», Иван Андреевич был включён в неё семидесятым, как «сын боярский третьей статьи» с низшим поместным окладом в 100 четвертей пашни. Это было для Шуйских большим унижением. В 1555 году показан в стольниках. В ноябре этого же года на свадьбе Ивана Дмитриевича Бельского с княжной Марфой Васильевной Шуйской упомянут в свадебном поезде.
В 1557 году послан от Государя в Коломну к двоюродному брату царя князю Владимиру Старицкому и казанскому царю Симеону с речью и царским наказом. В сентябре этого же года первый воевода в Дедилове.
В марте 1559 года рында с большим саадаком в Царском полку в походе в Тулу по «крымским вестям».
В январе 1560 года голова Большого полка при боярине и князе Мстиславском в походе к Алысту и иным порубежным городам.
В 1562 году седьмой в свите царя в походе к Полоцку. В походе ездил за Государём, спал в его стане, был головой в становых сторожах из спальников, потом был прибран в есаулы.
С 1563 года воевода в Великих Луках по 13 марта 1565 года, В этом же году сидел первым в кривом государевом столе при польских послах Ю. А. Хоткевиче и Г. Воловиче и упомянут воеводой войск близ пригородка Красного в псковской области, где принудил литовцев отступить от пригородка, с августа первый воевода сторожевого полка сперва в Кашире, а потом в Серпухове. В мае посылался по «литовским и крымским вестям» первым береговым воеводой Сторожевого полка на Оку и ещё в этом году, в октябре, упомянут воеводой войск левой руки против крымцев в Дорогобуже.
В 1565—1571 годах входил в Земский двор.
В 1566 году пожалован в бояре, в сентябре первый воевода в Серпухове, в октябре ходил первым воеводою войск левой руки на помощь Болхову против крымцев, за что пожалован золотым. В этом же году дворянин первой статьи на Земском соборе, в апреле поручитель по князю М. И. Воротынскому в его верности.
В сентябре 1567 года первый воевода в Дорогобуже и велено ему, если войско крымского хана или польского короля пойдет в пределы московского государства, то идти ему на берег Оки четвёртым воеводой.
В 1568 году первый воевода Большого полка в Великих Луках, а потом передового полка в Вязьме.
В марте 1569 года первый воевода и наместник в Смоленске. После бегства его слуги Богдана Лодыгина в Великое княжество литовское отозван в Москву, с него снят титул смоленского наместника, однако опалы не последовало. В этом же году начальник войск в Великих Луках, где упомянут и в 1570 году.
В мае 1570 года послан первым воеводой Сторожевого полка по «крымским вестям» в Каширу, откуда в 1571 году ходил со своим полком в Москву против пришедших под столицу крымцев. По их отступлению направлен первым воеводой Большого полка в Серпухов для преследования крымцев, а когда те ушли из пределов страны возвратился первым воеводой Сторожевого полка в Каширу. В 1570 году возглавлял «береговой разряд» в Кашире и был первым воеводой сторожевого полка.
В 1572 году первый боярин в Опричной думе. Участвовал в Новгородском походе Ивана Грозного против шведов в декабре 1569 — январе 1571 годов. Весной 1572 года упомянут в разрядах, как боярин «ис опришнины».
В 1572—73 годах в Ливонскую войну первый воевода полка правой руки в походе к крепости Вейсенштейн, участвовал в походе под Мызу, в походе под Пайду, а по взятии города первый воевода войск правой руки под Колыванью.
В январе 1573 года, после взятия Пайды, в Новгороде отмечен командиром полка правой руки.
Осенью 1573 года погиб в бою под Лоде.

## Жена и дети
Князь Иван Андреевич Шуйский был женат на Анне Фёдоровне (в иночестве Марфа), происхождение которой неизвестно. Погребена в Суздальском Покровском соборе.
В этом браке родились:
1. Василий IV Шуйский
2. Дмитрий Иванович
3. Александр Иванович
4. Иван Иванович Пуговка

## Критика
М. Г. Спиридов показывает дату пожалования в бояре — 1569 год.
В «Российской родословной книге» П. В. Долгорукова князь Иван Андреевич Шуйский показан бездетным.